# Julio Márbiz
Julio Ernesto Mahárbiz (* 6. Juli 1935 in der argentinischen Provinz Córdoba; † 8. Mai 2013, Buenos Aires), bekannt unter dem Namen Julio Márbiz, war ein argentinischer Produzent und Moderator.

## Leben
Márbiz ist in einer Künstlerfamilie aufgewachsen. Sein Vater war Tangosänger, abstammend aus dem Libanon. 1951 siedelte er nach Buenos Aires um und begann dort seine Karriere. Zuerst machte er sich einen Namen im Bereich des Hörfunks bei ansässigen Radiosendern wie Radio Belgrano, Radio Porteña und Radio Splendid. Später wurde er bekannt als Moderator bei Veranstaltungen im Theater, trug Poesie vor bei Radio Porteña seit 1956. 1958 wechselt er zu Radio Belgrano, wo er die Programme Aquí está el folklore und Calefones Universal führt. 
Von 1963 bis 2001 moderierte er das Festival de Cosquín. 1968 leitete er erstmals Argentinísima im Radio El Mundo. Dieses Programm wurde später als Fernsehprogramm und auch als Kinofilm umgesetzt. Bis zum heutigen Tag produziert er einmal wöchentlich ein Fernsehprogramm mit demselben Namen Argentinisima für den argentinischen Fernsehsender Crónica TV. 
Dieses Programm lädt Künstler der argentinischen populären Kultur ein. Sie präsentieren im Rahmen des Programmes ihre Kunst und führen ein kurzes Interview mit dem Moderator. 
Als wichtige Figur der argentinischen Folklore, Tango mit einbegriffen, moderierte Julio Márbiz viele Festivals Argentiniens, wie zum Beispiel das Festival de la Chaya(La Rioja) Ende der 1960er Jahre. Auch führte er durch die Zeremonien des Festival Internacional de Cine de Mar del Plata. 1976 präsentierte er den Film El canto cuenta su historia, einen Film, der die populäre Musik Argentiniens im Laufe der Jahre aufzeigt. Während der Militärdiktatur von 1976–1983 war es ihm verboten zu arbeiten, mit der Begründung, dass er Alfredo Zitarrosa und Los Olimareños vertrat und verteidigte.  
Von 1989 bis 1996 war er Direktor des Radiosenders Radio Nacional Argentina. Er war außerdem Direktor des Instituto Nacional de Cine y Artes Audiovisuales (INCAA).
Er gestaltete das Instituto del Cine um und eröffnete eine Zweigstelle für die Schule des Kinos, die escuela de cine (ENERC). 1996 gründete er den Kino und Kulturkomplex Tita Merello. Die letzte Fernsehreportage dieser so wichtigen argentinischen Künstlerin wurde 1994 von Julio Márbiz realisiert. Er förderte die Wiederaufnahme des Festival de Cine de Mar del Plata. 
Seit Beginn seiner Karriere widmete er sich der Bekanntmachung populärer Künstler der Argentinischen Folklore, Tango mit einbegriffen. So begleitete er den Weg international bekannter Künstler wie Atahualpa Yupanqui, Mercedes Sosa, Soledad, Jaime Torres, Chaqueño Palavecino, Ariel Ramírez, und andere.
In 5 Kinofilmen nahm er als Interpret teil. Für ein weiteres Kinoprojekt arbeitete er als Drehbuchautor. Außerdem moderierte er Radioprogramme, Festivals und sein Fernsehprogramm Argentinisima. 
2009 feierte er die 40 años de Argentinisima im Teatro Broadway von Buenos Aires, ein 40-jähriges Jubiläum seiner Produktion. Im Rahmen dieser Festlichkeiten traten viele wichtige Referenten der argentinischen folkloristischen Kultur auf. Im selben Jahr rief er das Primer Festival de la Canción ins Leben.
Er war verheiratet mit Jovita Díaz. Seine vier Söhne arbeiten an seinen Projekten. Später war die Produzentin Mabel Ongaro seine Lebenspartnerin.

## Filmografie
Drehbuchautor:
- El canto cuenta su historia (1976)[15]

Interpret:
- Mire que es lindo mi país (1981)
- El canto cuenta su historia (1976)
- Argentinísima II (1973)
- Argentinísima (1971)[16][17]
- El cantor enamorado (1969)[18]